# C20 (tunnelbanevagn)
C20 är en typ av tunnelvagn som användes i Stockholms tunnelbana. C20-vagnarna levererades till SL i 271 exemplar (löpnummer 2000–2270) mellan 1997 och 2004 av före detta Kalmar Verkstad, ägd av Adtranz och senare Bombardier Transportation. Till skillnad från tidigare levererade vagntyper i Stockholms tunnelbana (C1–C15) är C20 en helt ny konstruktion, vilket leder till att den inte är samkörbar med övriga vagnar.
En vagn består av tre stålkorgar och är betydligt längre än tidigare vagnar – 46,5 meter mot cirka 17 meter för äldre vagnar av typ C1–C15. Vagnen har endast fyra boggier för att spara kostnader och vikt. Den mittre vagnsdelen har två boggier, änddelarna en boggi vardera och är sammankopplade med mittre delen via en så kallad semitrailer-led. Vagnskorgarna ("karosserna") är tillverkade av rostfritt stål utom vid förarhytterna där det är kompositmaterial, till skillnad mot de äldre tunnelvagnarna där nästan alla var tillverkade av stål.
C20 kallades i marknadsföringen för Vagn 2000 för att understryka att det var framtidens tunnelbanevagn. Alla C20-vagnar har givits egna namn, som har föreslagits av privatpersoner. Många av namnen har anknytning till Stockholm på ett eller annat sätt, och exempelvis heter vagn nr 2001 Birger Jarl.

## Tekniska detaljer
Nedan följer en jämförelse av tågsätt med maximalt antal vagnar; med C30-vagnen, C20-vagnen och den lite äldre C13-vagnen:[var?]
|                            | C13           | C20           | C30           |
| -------------------------- | ------------- | ------------- | ------------- |
| Sittplatser                | 384           | 378           | 280           |
| Ståplatser                 | 864           | 858           | 980           |
| Totallängd                 | 138,56 m      | 139,50 m      | 140,0 m       |
| Tjänstevikt                | 232 ton       | 201 ton       | 232 ton       |
| Tågtyp                     | Motorvagnståg | Motorvagnståg | Motorvagnståg |
| Antal enheter              | 8             | 3             | 2             |
| Antal delar                | 8             | 9             | 8             |
| Antal dörrar Fullängdståg  | 24            | 21            | 24            |
| Max. kont. eff             | 2,59 MW       | 3,0 MW        |               |
| Drivmotortyp               | Likström      | Asynkron      | Asynkron      |
| Korgbredd                  | 280 cm        | 290 cm        | 291 cm        |
| Största tillåtna hastighet | 80 km/h       | 80 km/h       | 90 km/h       |
| Driftstart                 | 1982          | 1997          | 2018          |

## Bilder exteriör

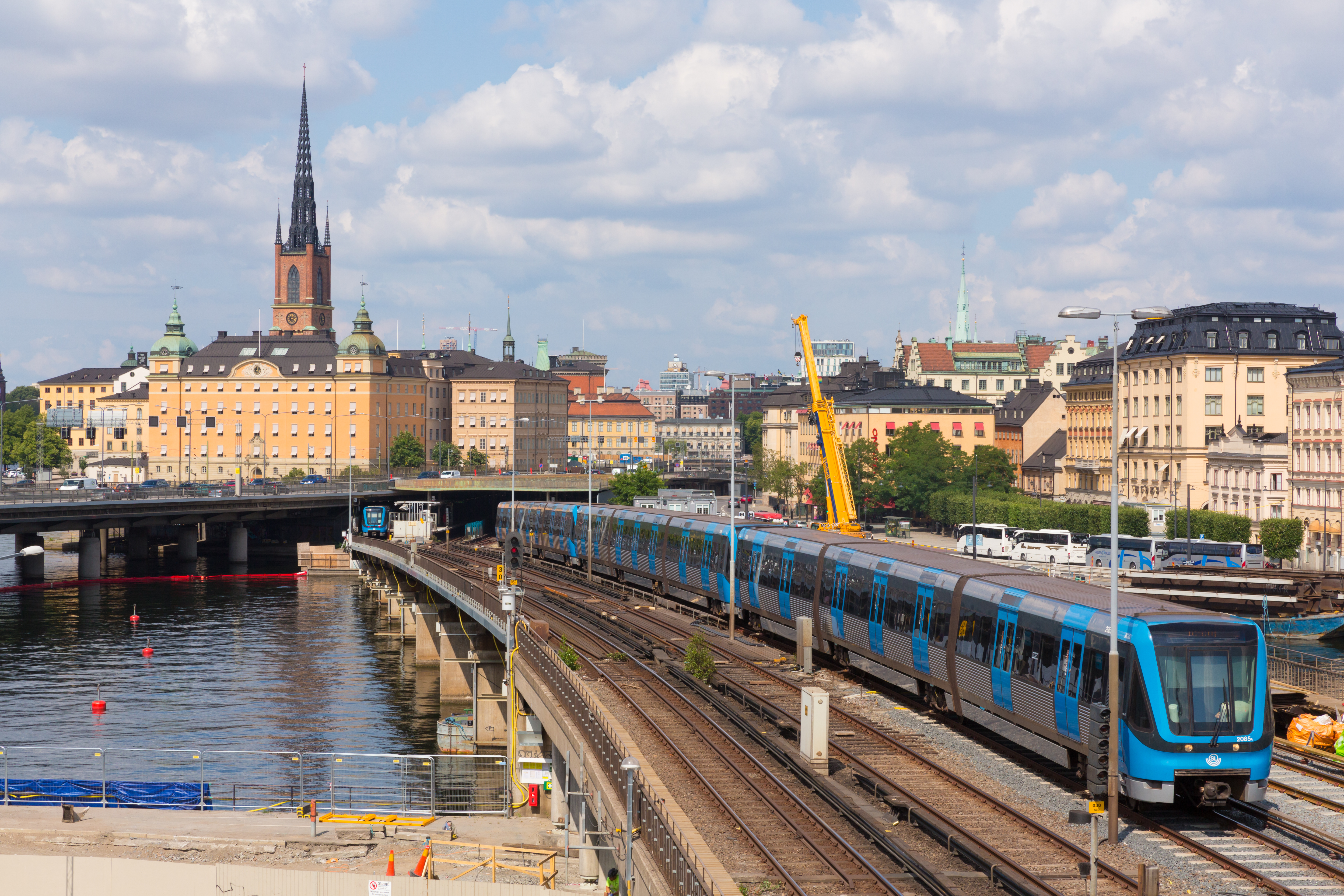
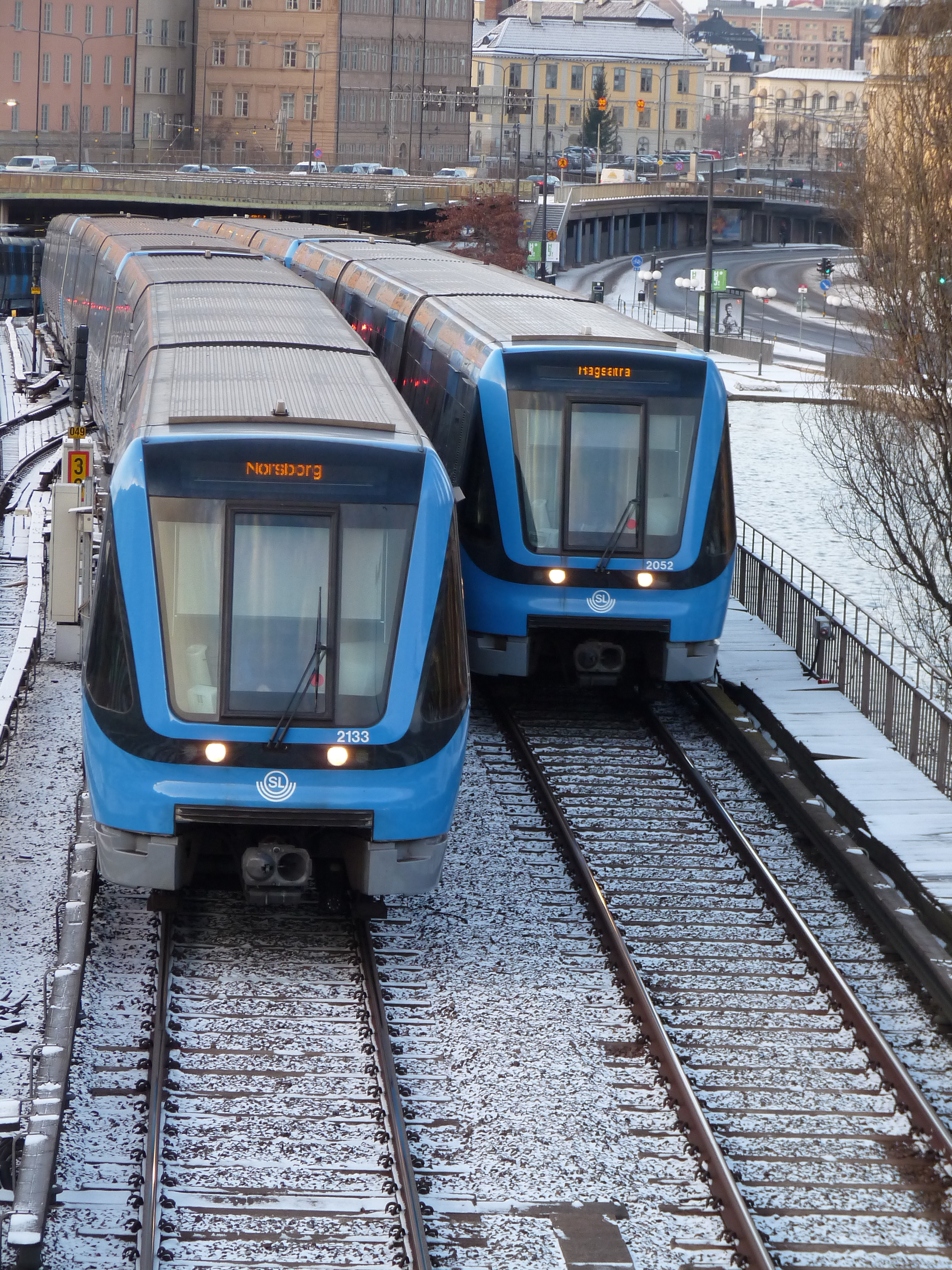
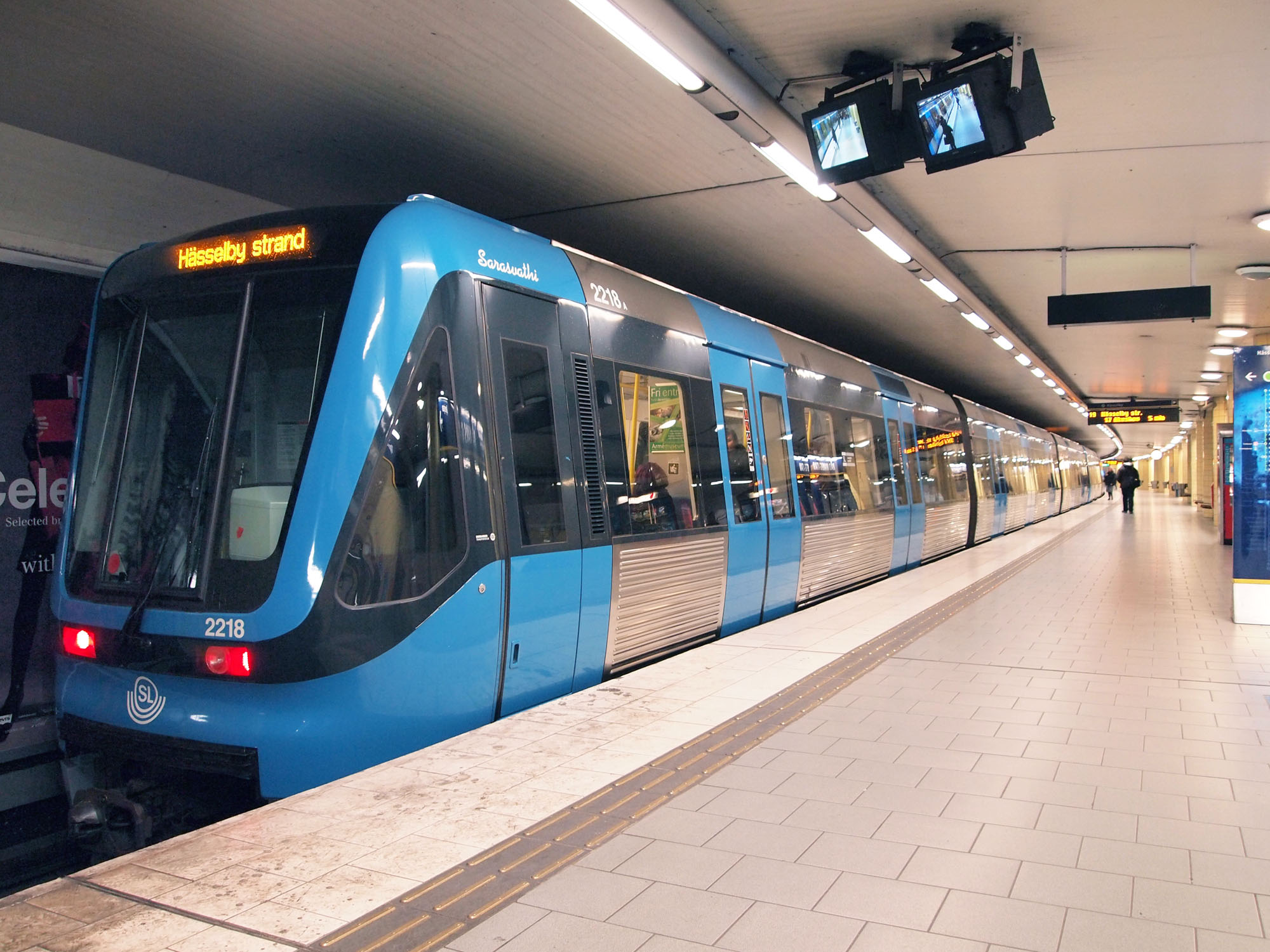
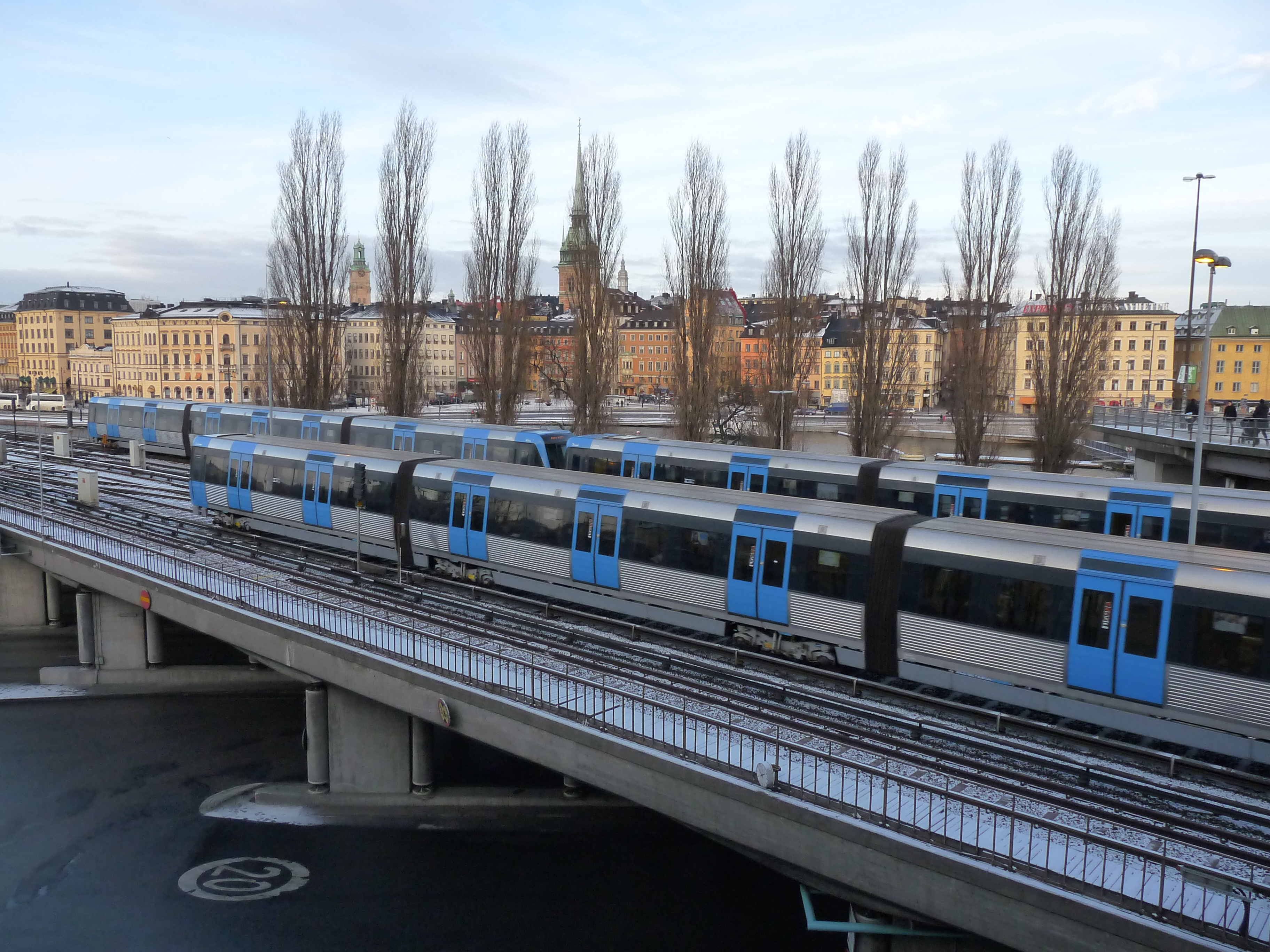
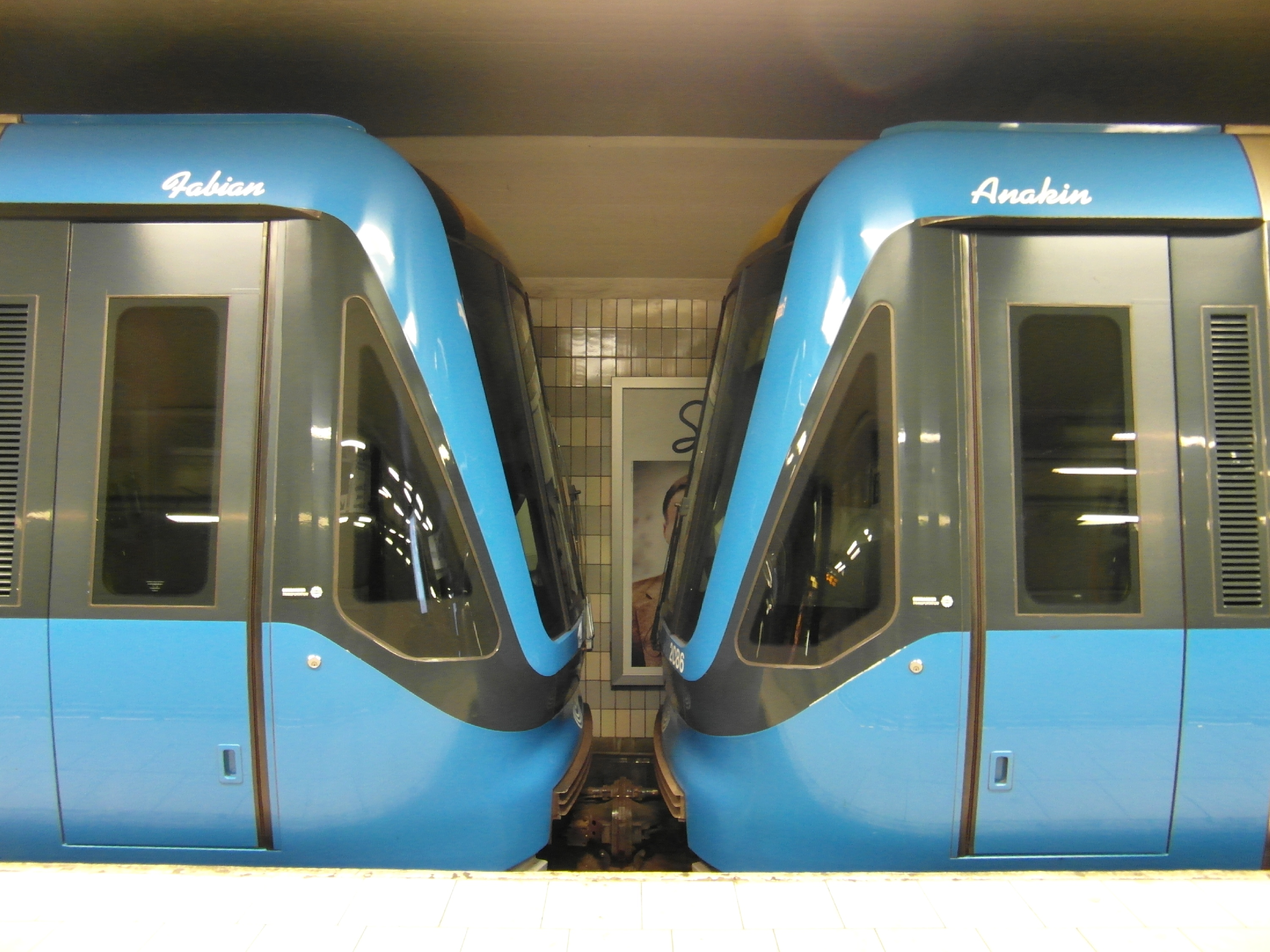
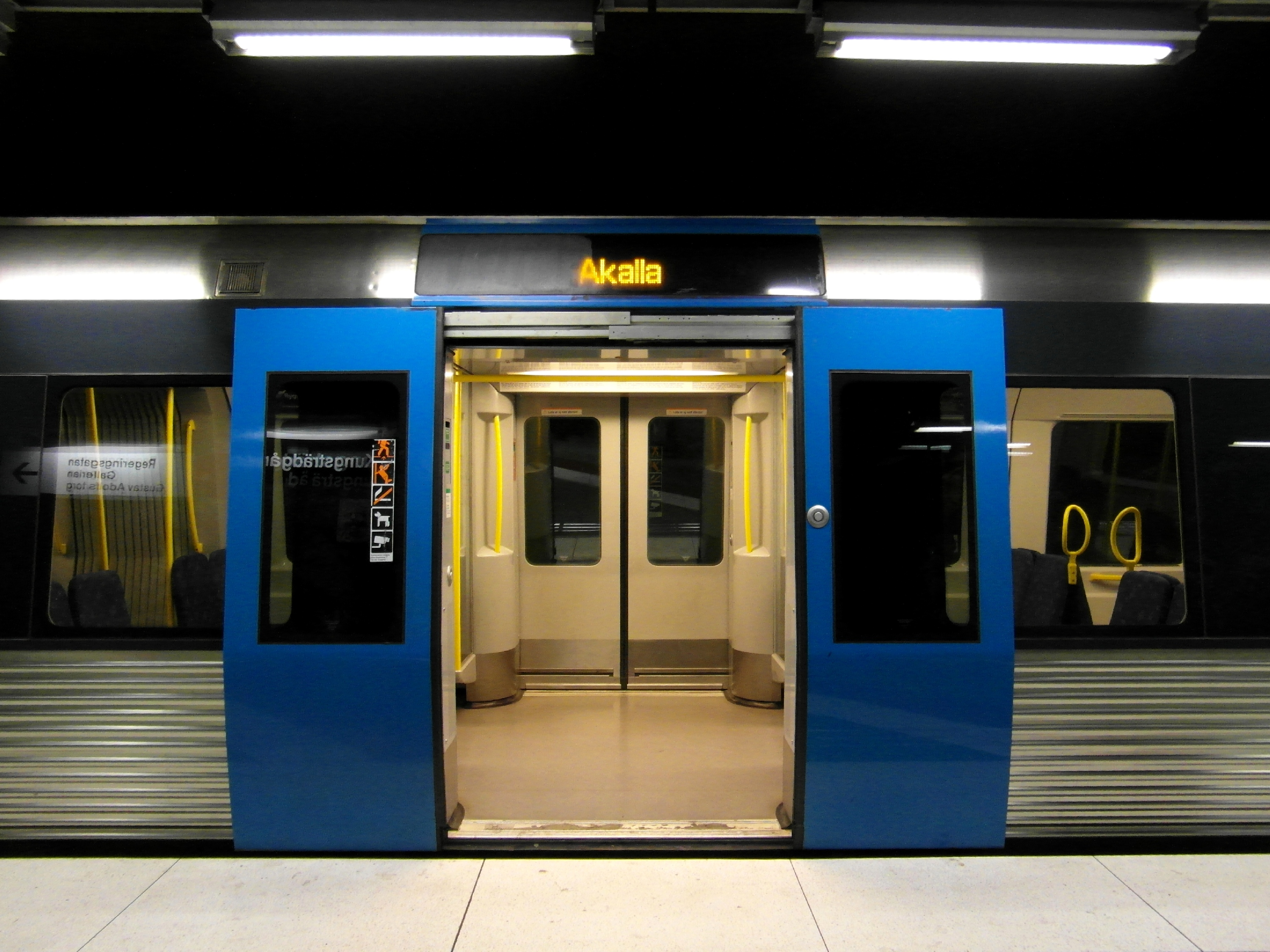

## Bilder interiör

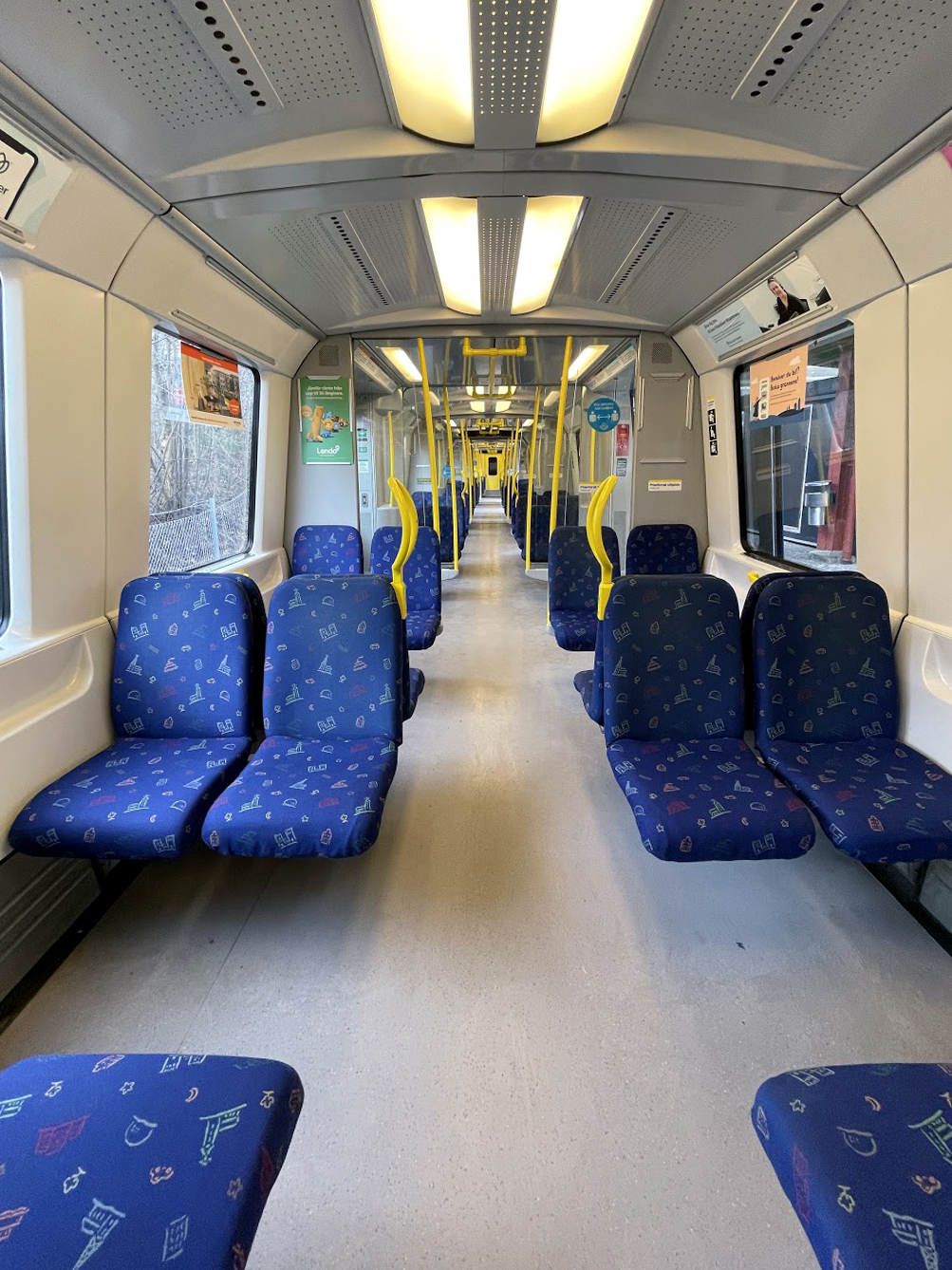
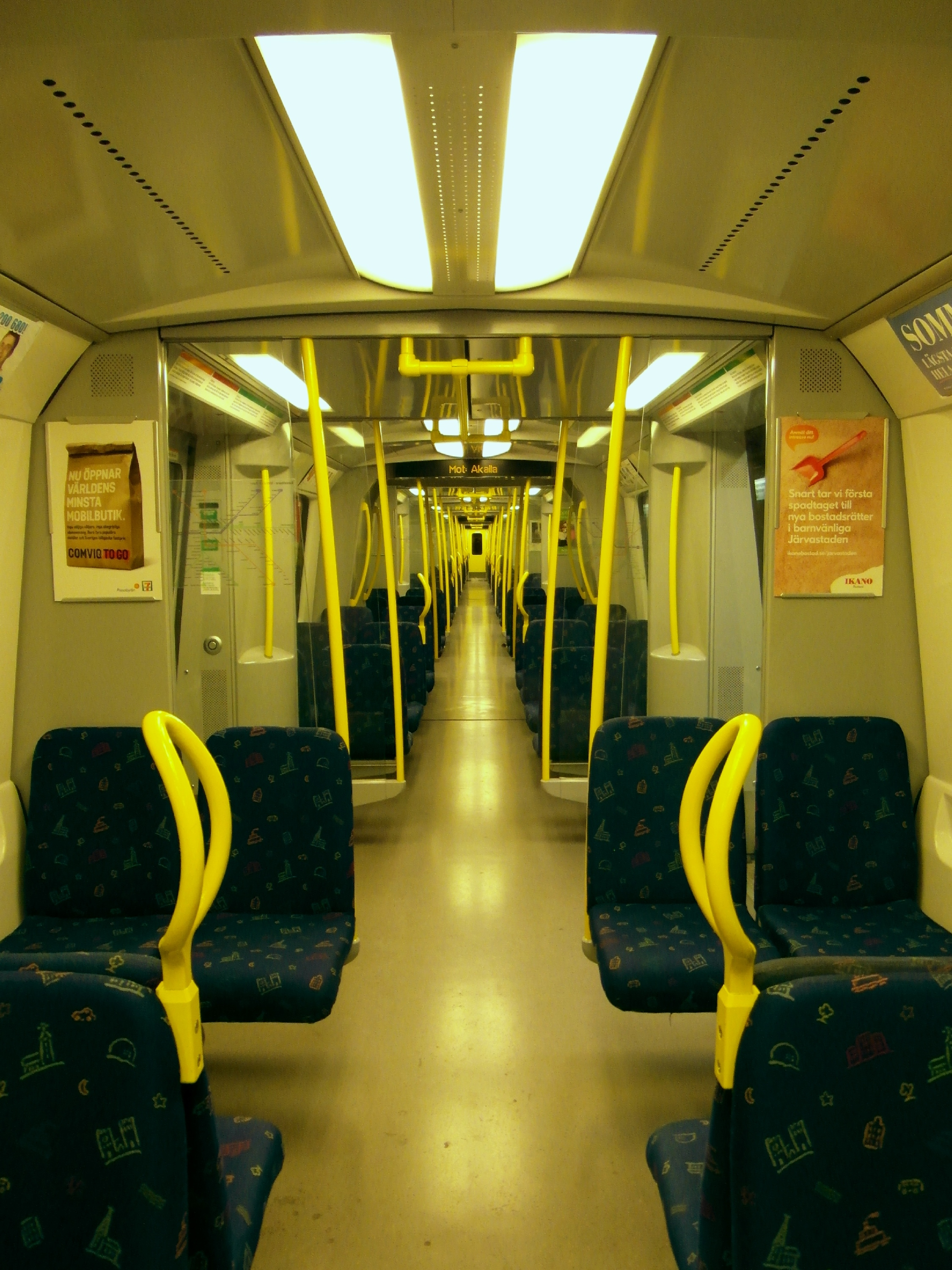
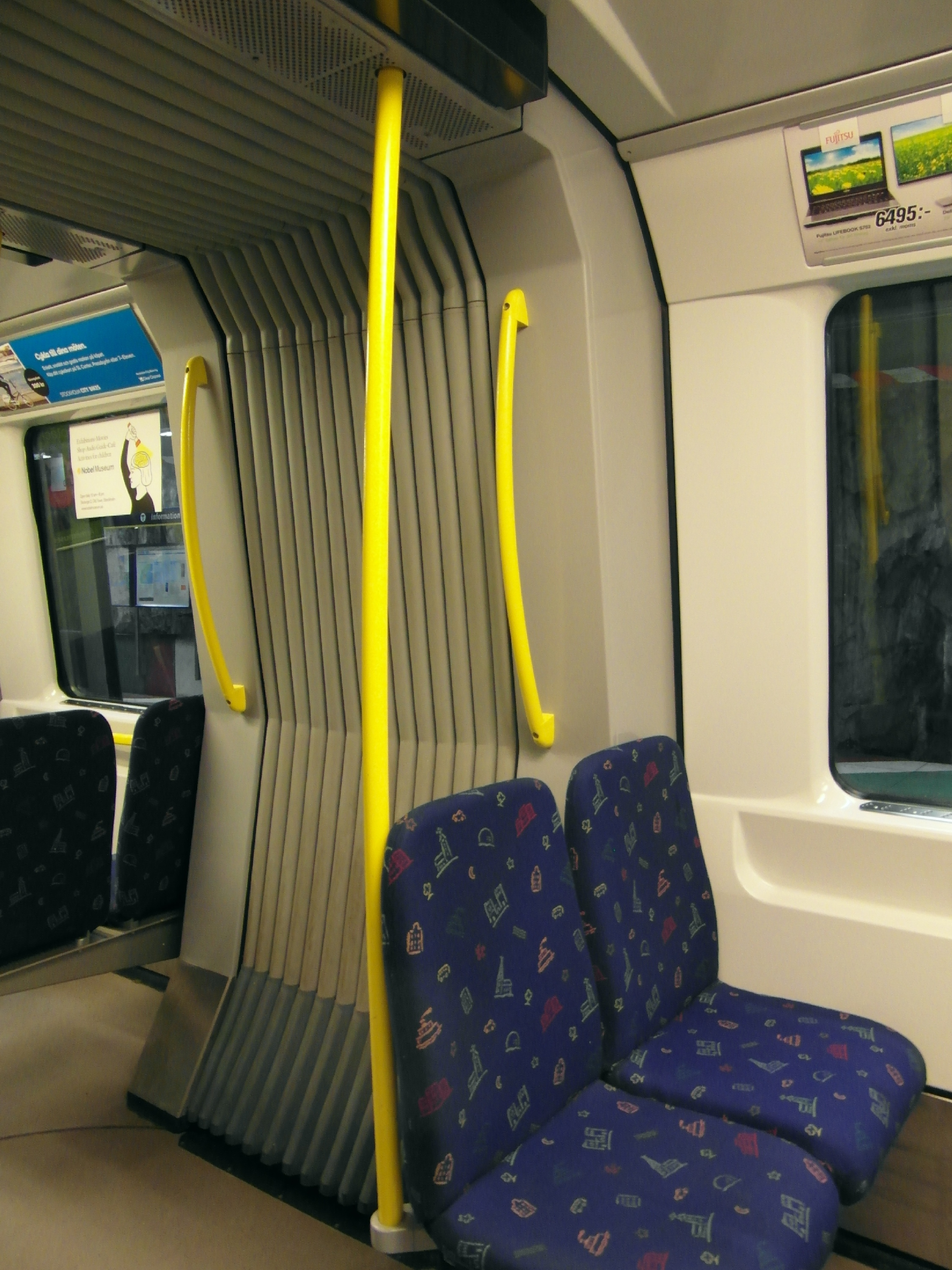
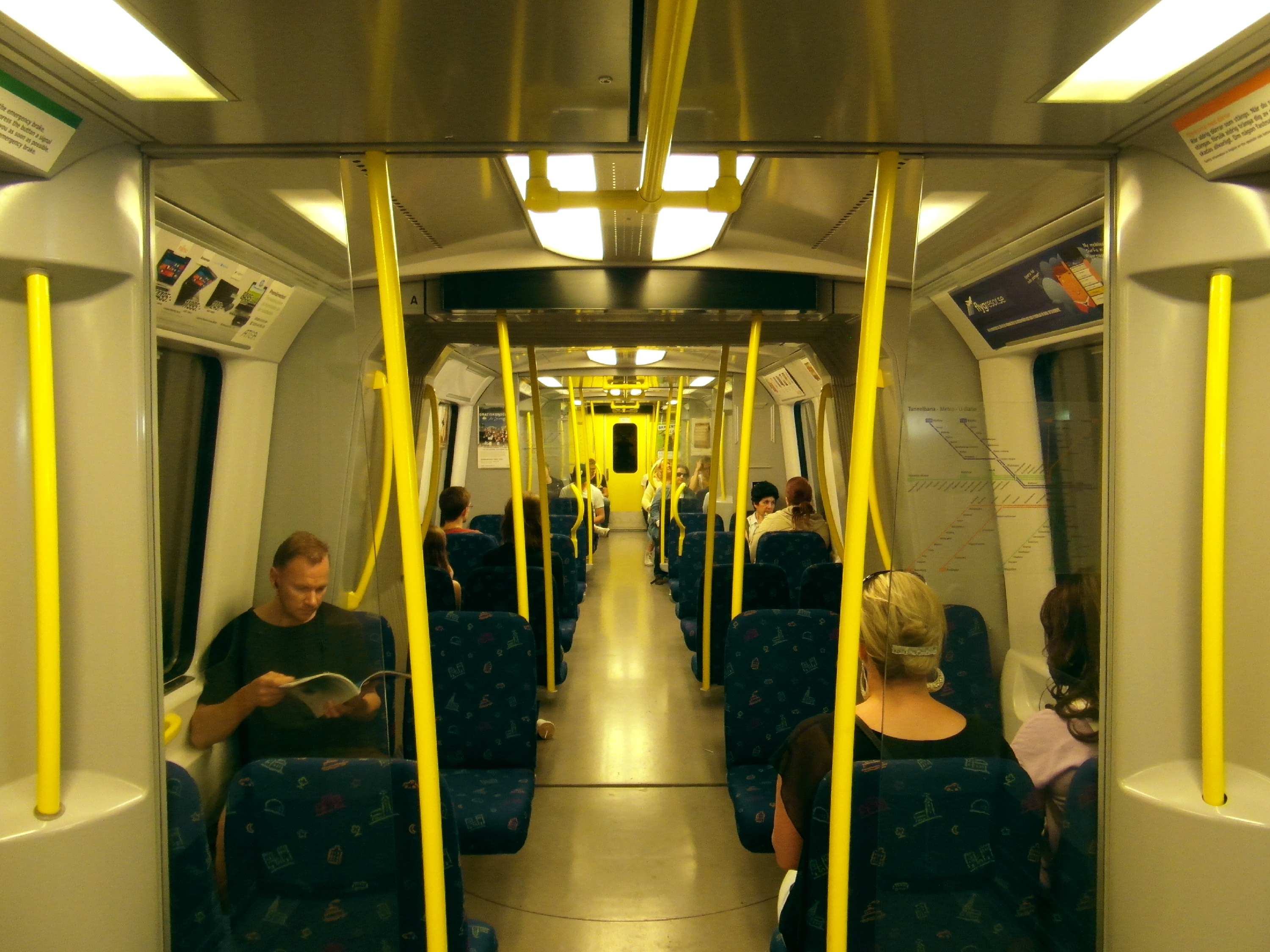
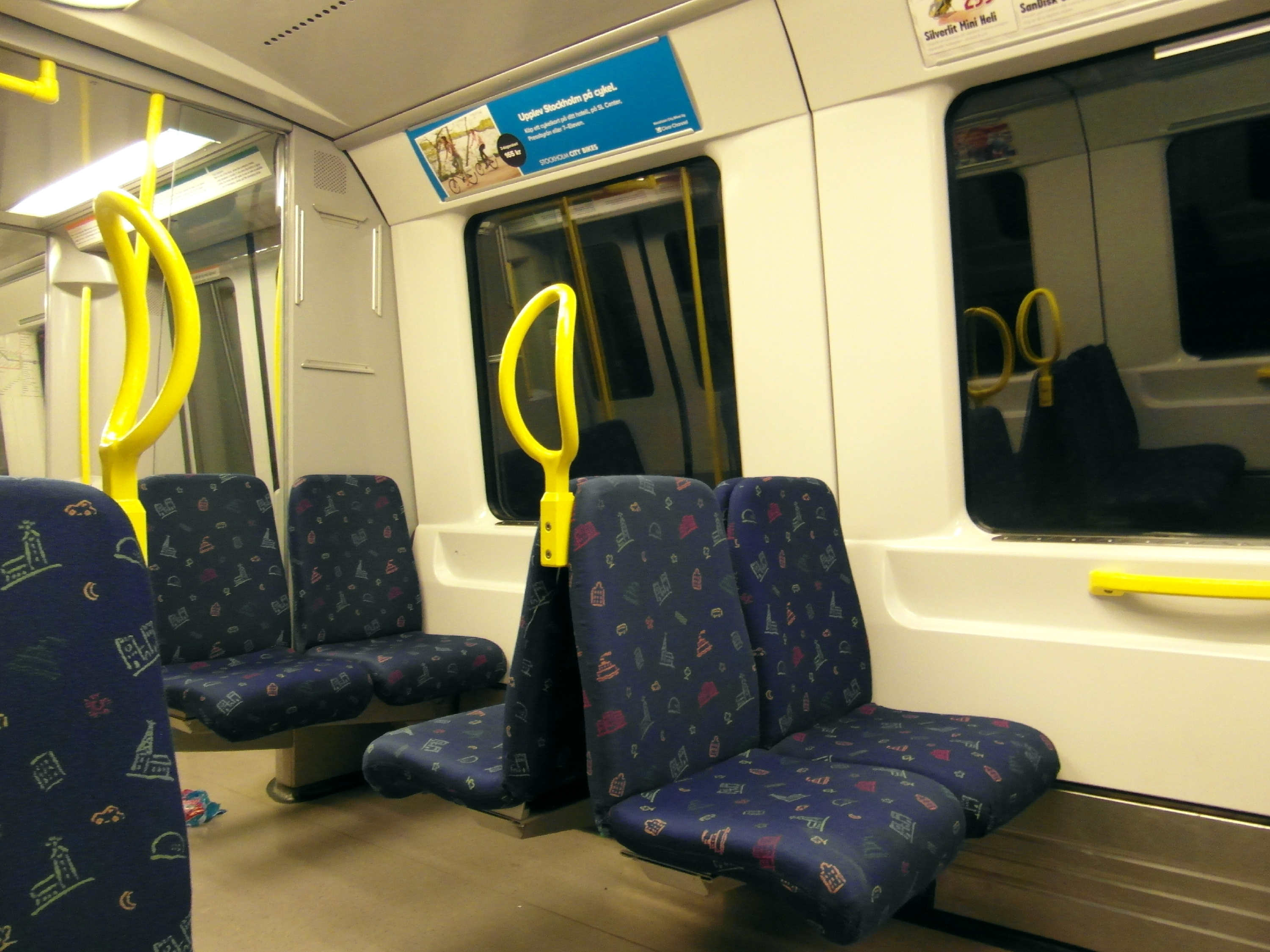

## Upprustning av C20
Efter ca 20 år i tjänst (22 år för de äldsta vagnarna och 16 år för de yngsta vagnarna) hade C20-flottan år 2020 nått drygt halva sin beräknade livslängd och en ombyggnad/upprustning var nödvändig. Det första ombyggda tågsättet (tre enheter) sattes officiellt i trafik den 20 november 2020. 
Det råder dock en viss oklarhet kring framtiden för vagn C20F (vagnsnummer 2000). Eftersom vagnens konstruktion skiljer sig kraftigt från övriga 270 C20 enheter är beslutet ej taget om även denna vagn skall genomgå ombyggnaden. 
Efter upprustningen tilldelades vagnarna temporärt typbeteckningen C20U/C25 (C20U enligt Trafikförvaltningen, C25 enligt operatören MTR). Denna beteckning tilldelades endast under övergångstiden under tiden vagnarna upprustades, då det fanns både upprustade och ej upprustade C20-vagnar i trafik samtidigt. Efter att den sista vagnen rustats upp, nr. 2073 ”Gullmar”, som dessutom spårade ur vid Skärmarbrink år 2020, var färdig, så återgick benämningen till C20. 
De upprustade vagnarna trafikerar för närvarande (2024) hela tunnelbanenätet. Både Gröna linjen och Blåa linjen trafikeras för närvarande (maj 2024) av vagnarna och på Röda linjen har trafiken delats upp med både C20 och C30. I och med att Röda linjen i framtiden är planerad att trafikeras uteslutande av C30-tågen kommer alla dess C20-vagnar på sikt att omplaceras till Grön respektive Blå linje.
Några märkbara skillnader efter upprustningen är:
- Betydligt färre sittplatser.
- Utbytt inredning och tekniska komponenter i förarhytten.
- Införande av ytor för rullstolar och barnvagnar m.m. (så kallade flexytor).
- Fler ledstänger att hålla sig i samt fler prioriterade sittplatser.
- Bättre markerade prioriterade sittplatser där sätena har annan färg på tyget än övriga säten.
- Utökad trafikinformation på nya displayer. Displayerna liknar de som bland annat återfinns på innerstadsbussarna i Stockholm.
- Bättre och utökad kameraövervakning. Vagnarnas befintliga övervakningskameror är placerade i displayerna, och har flera områden i vagnen som inte syns i kamerorna. För att få en bättre överblick i hela vagnen kompletteras dessa med fler övervakningskameror (från 6 till 16 per vagn). Kamerorna kommer även att bli uppkopplade i realtid till trygghetscentralen.
- Stationsutropen byts helt och hållet från förinspelade utrop till datoriserad talsyntes. Det är Acapelas röst Elin som används istället för den gamla rösten Linda som var inspelad.

### Bilder

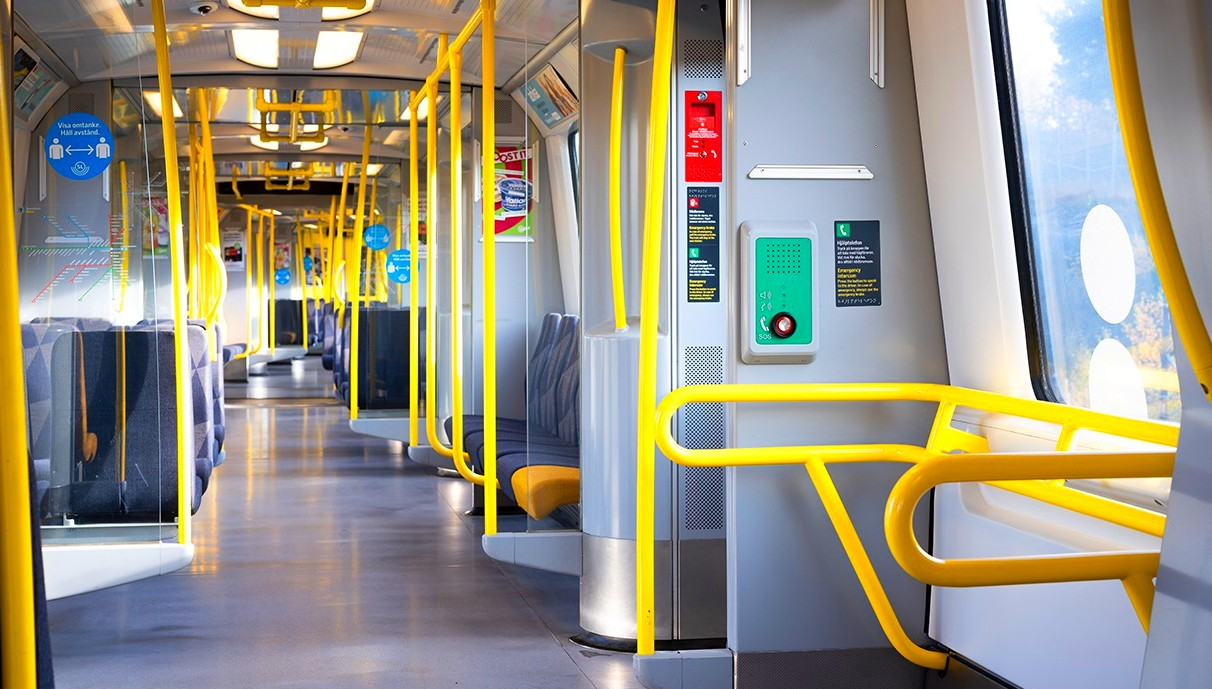
Interiören i upprustade C20
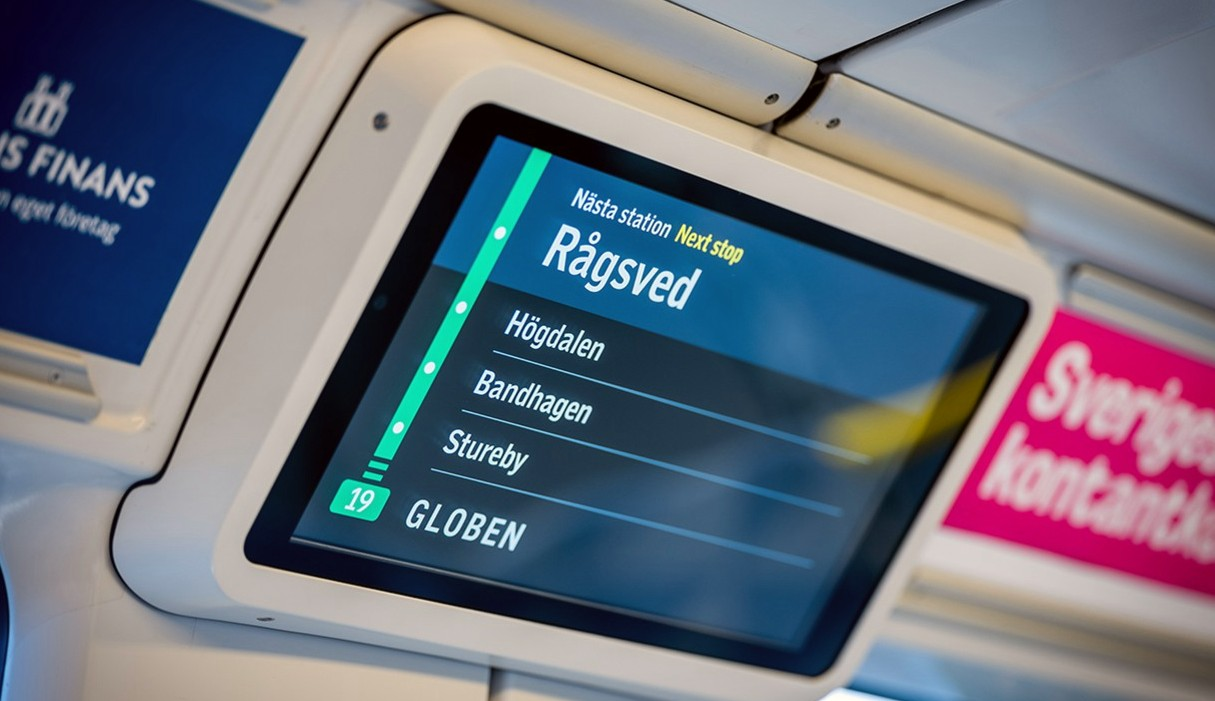
De nya displayerna i upprustade C20
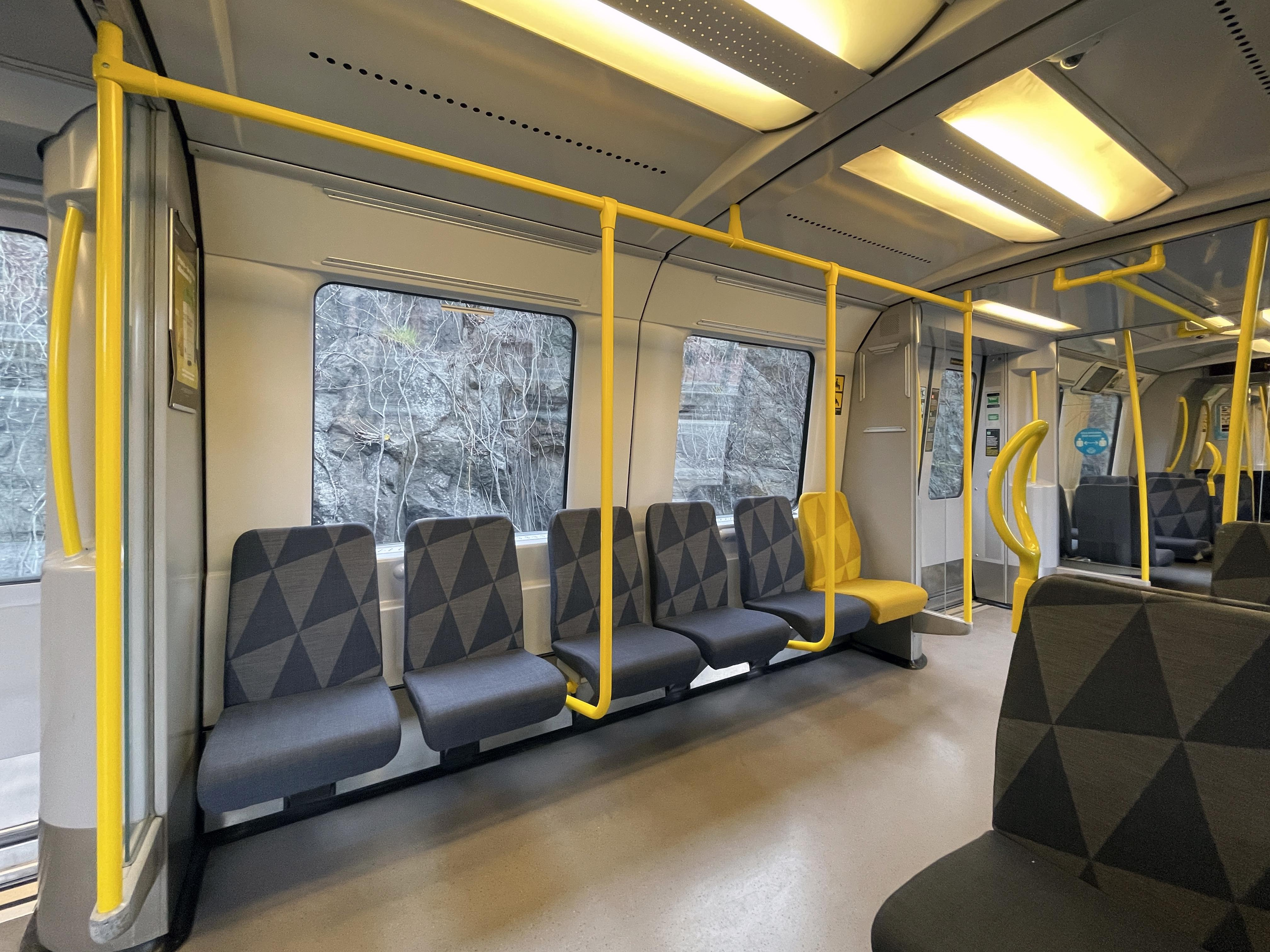
Sittplatser i sidled i upprustade C20
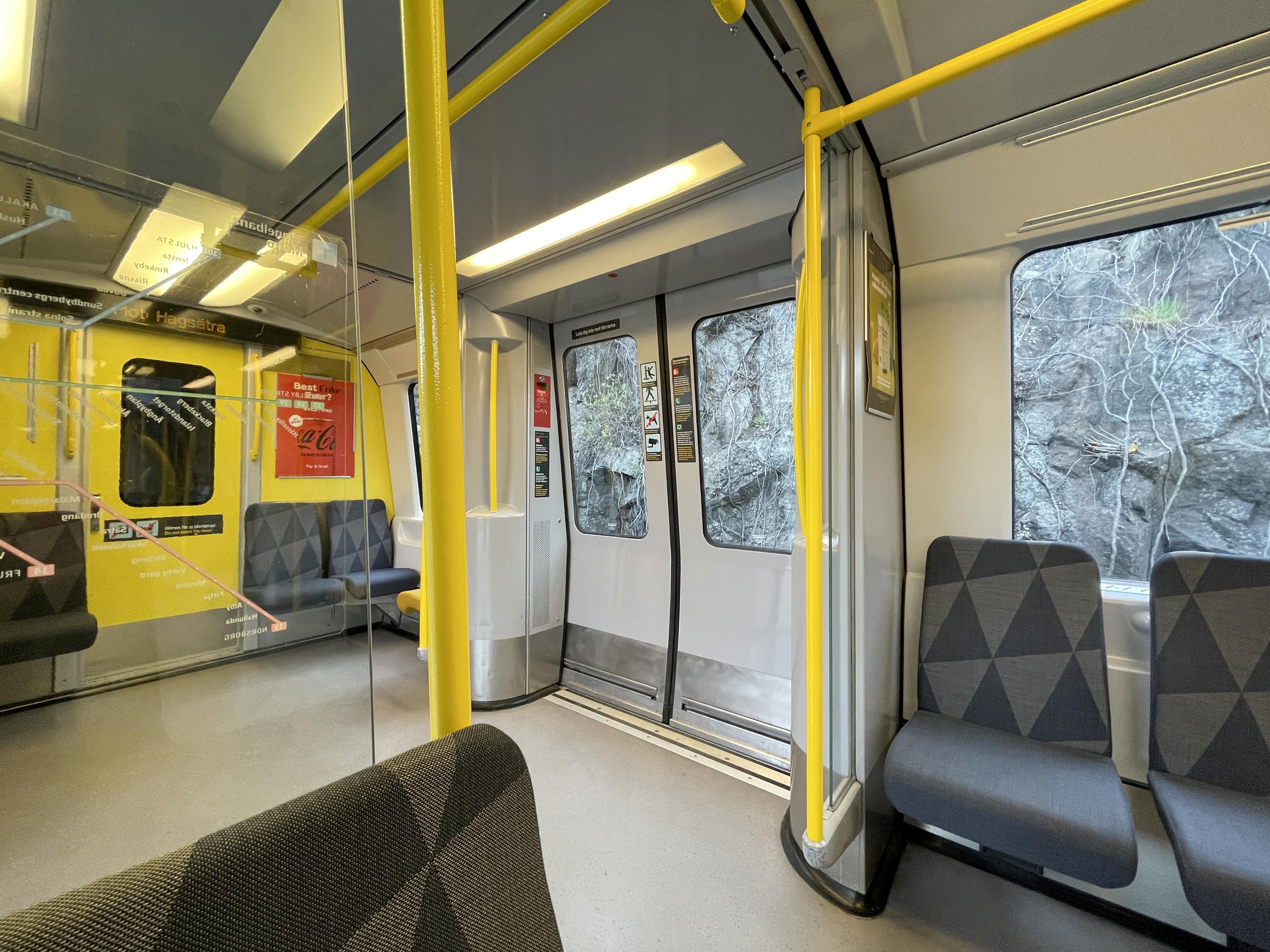
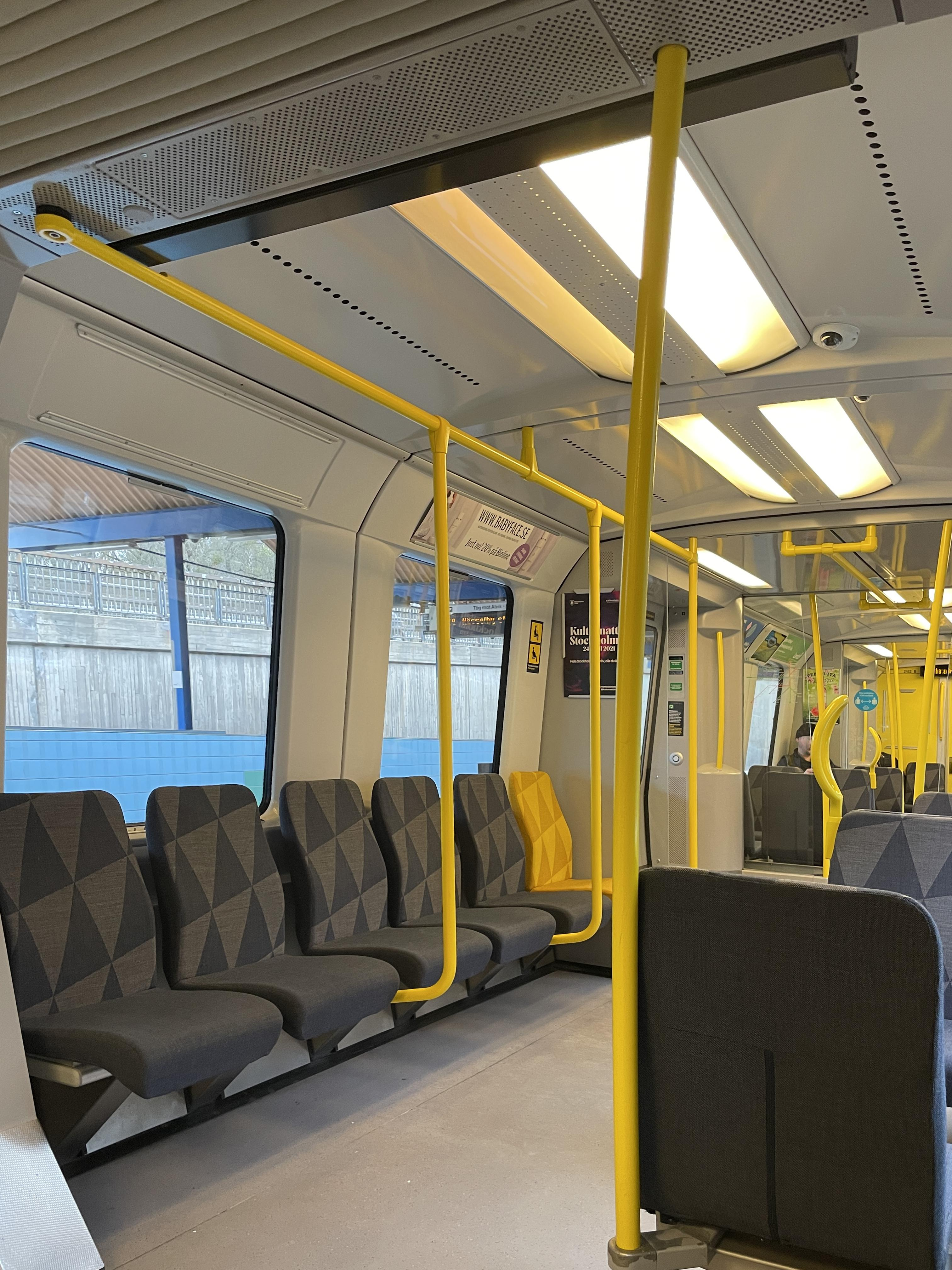
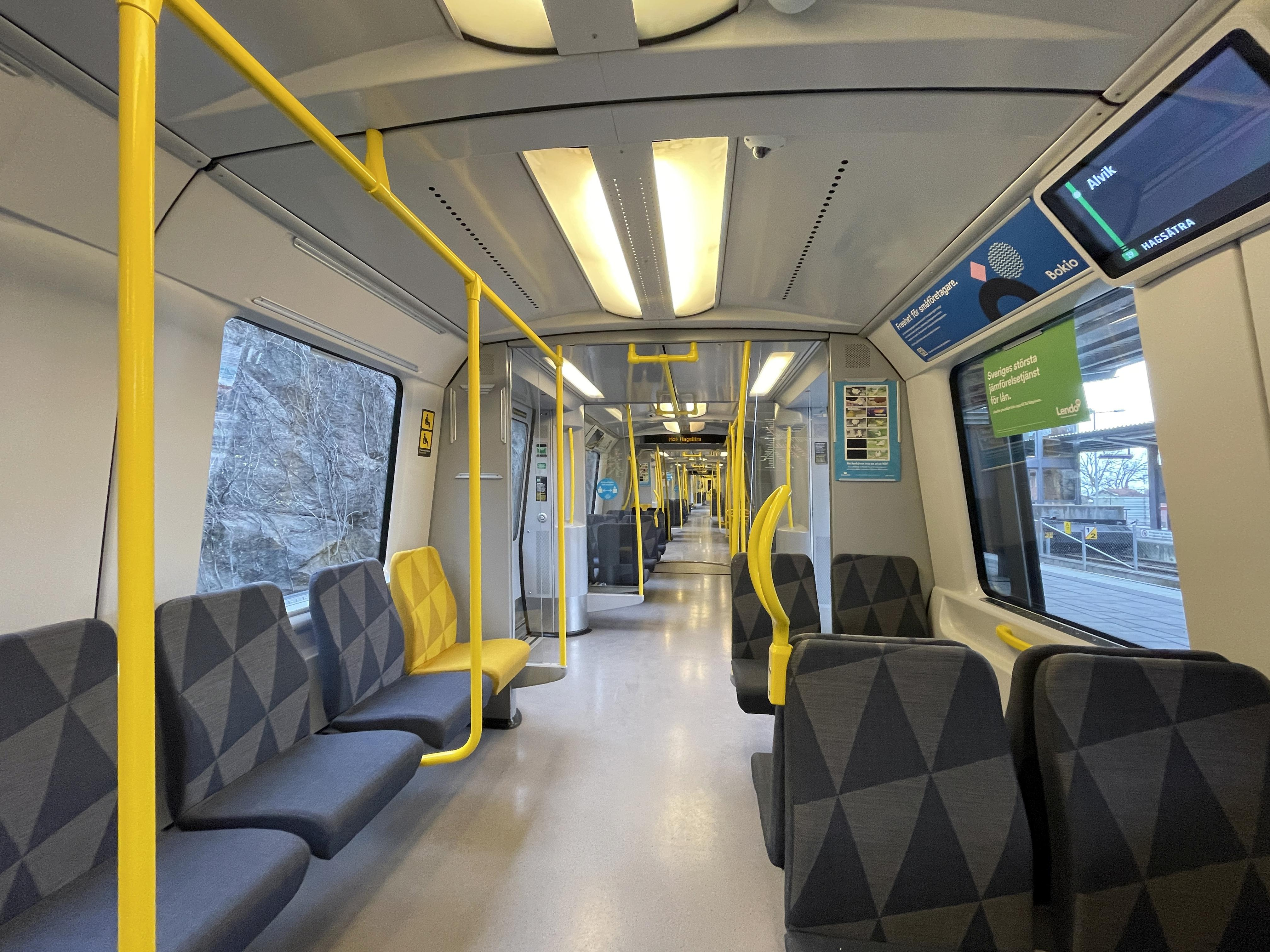
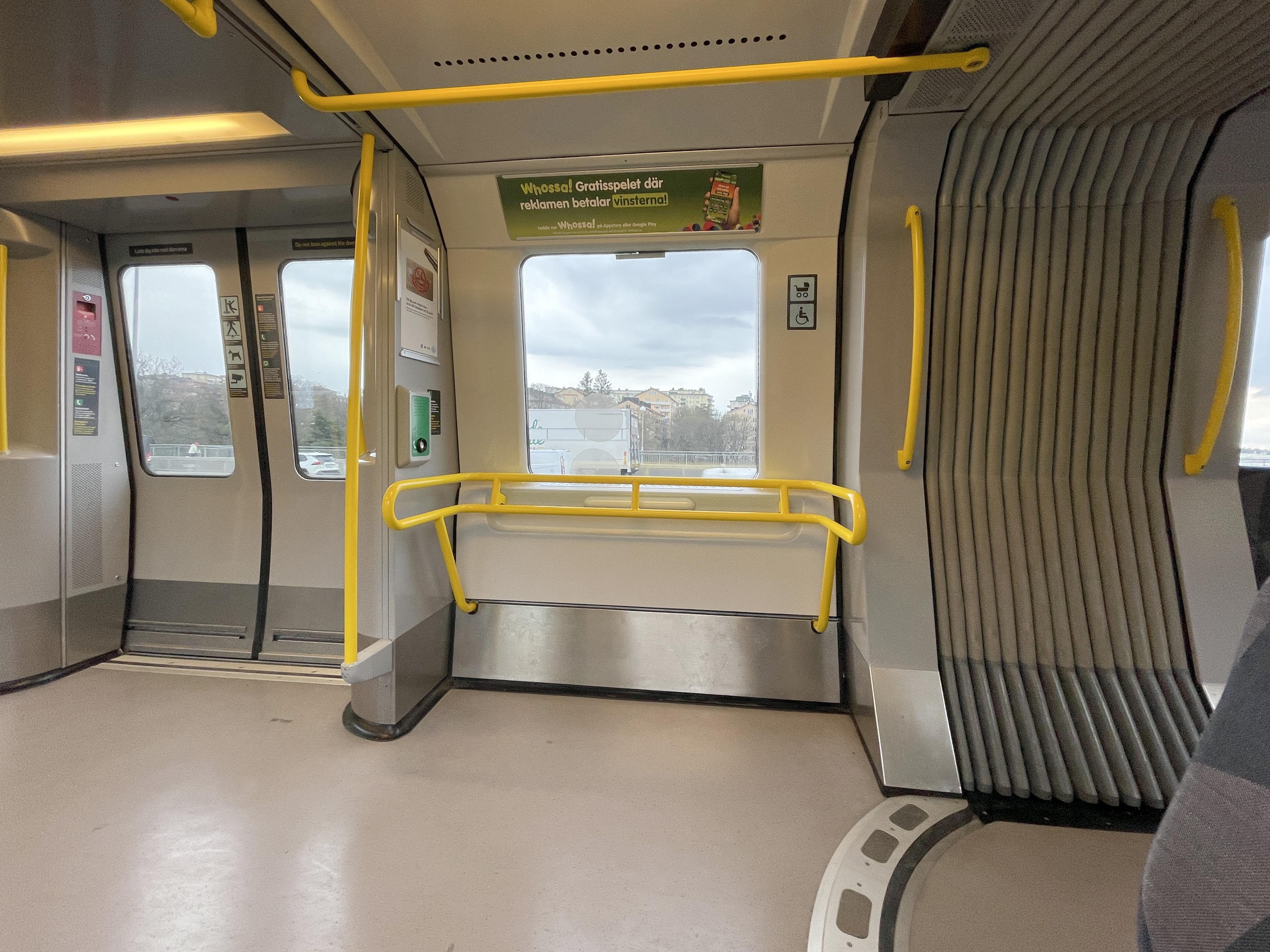
Flexyta för barnvagnar, rullstolar, m.m
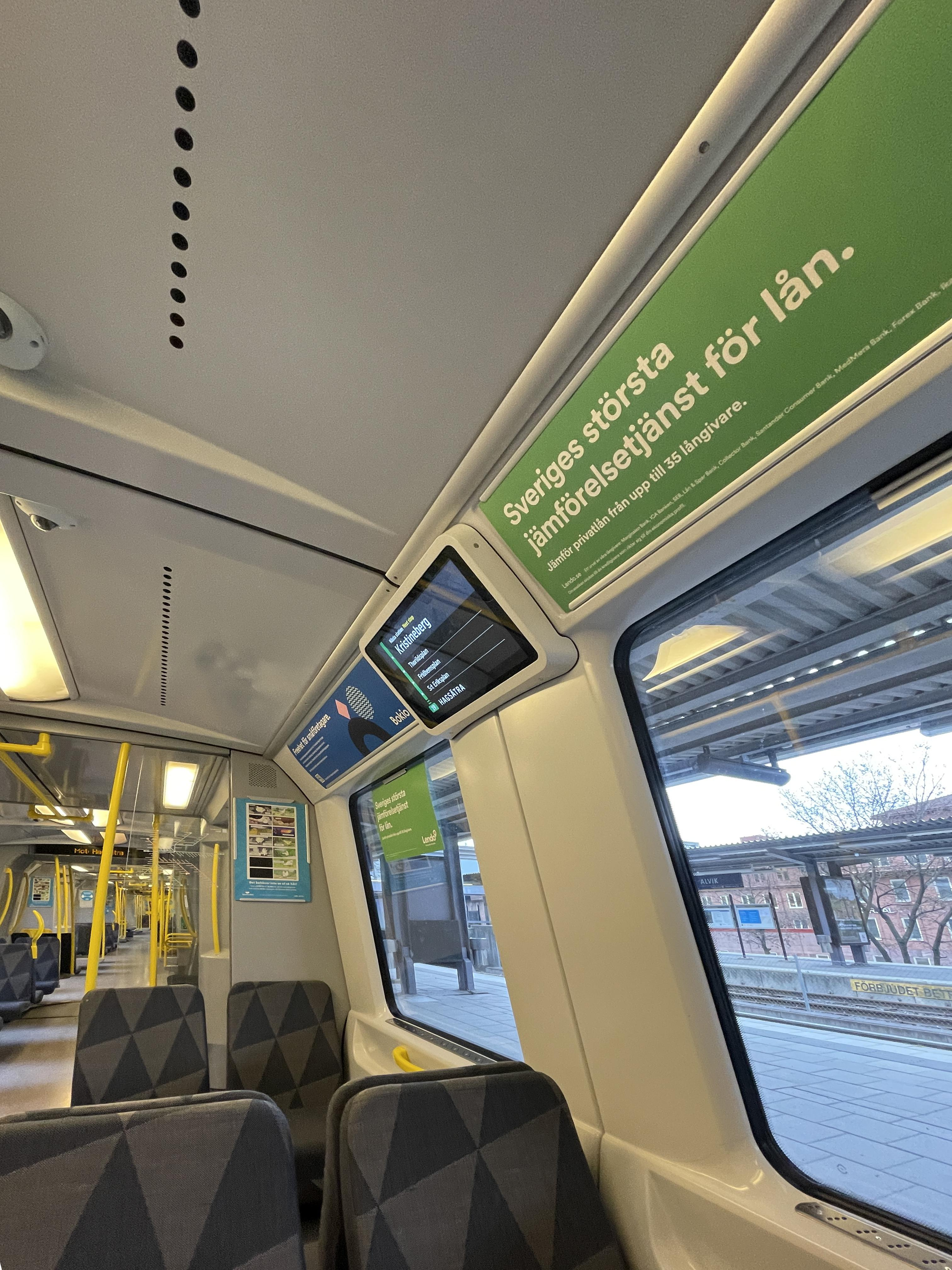
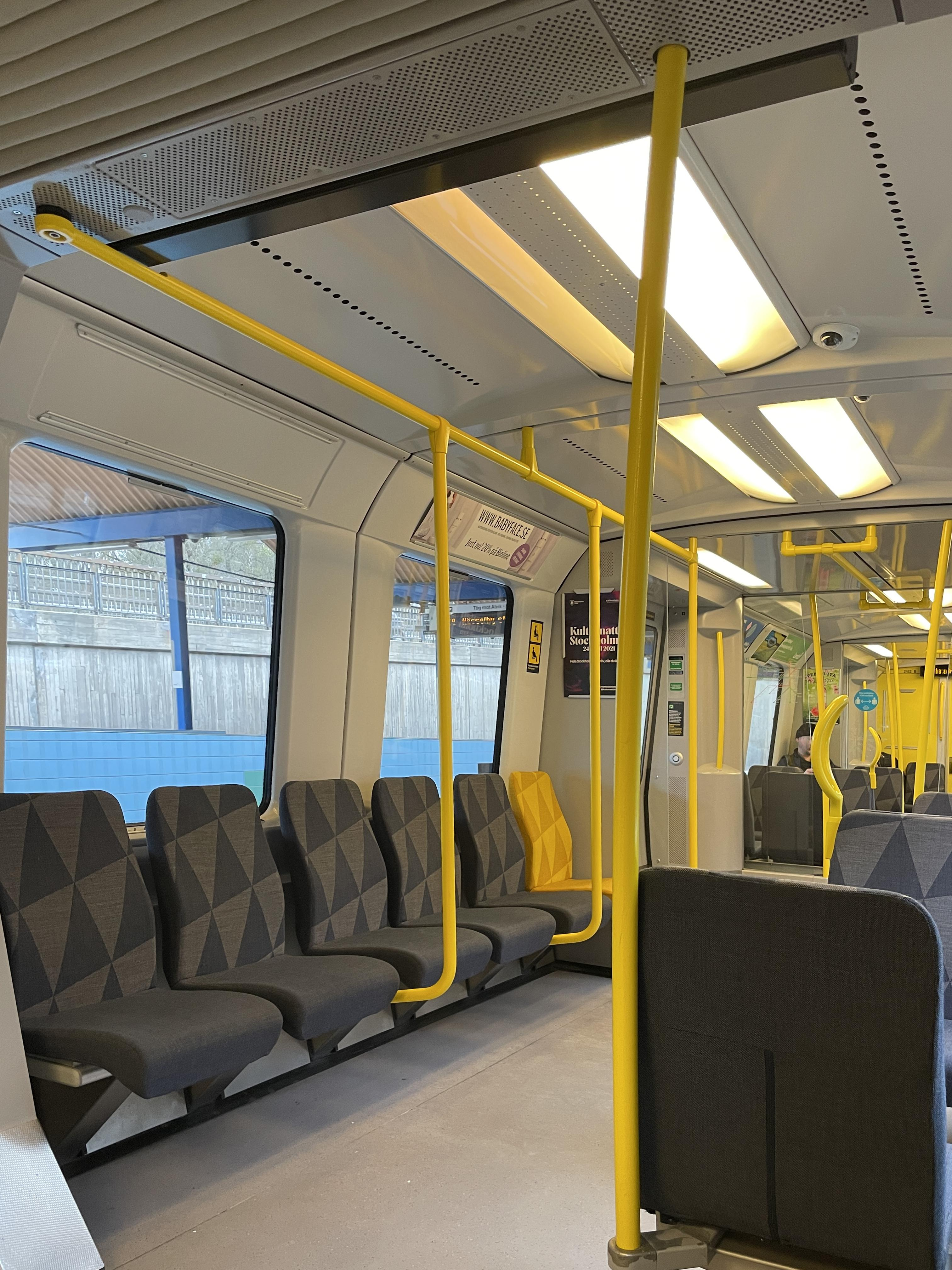
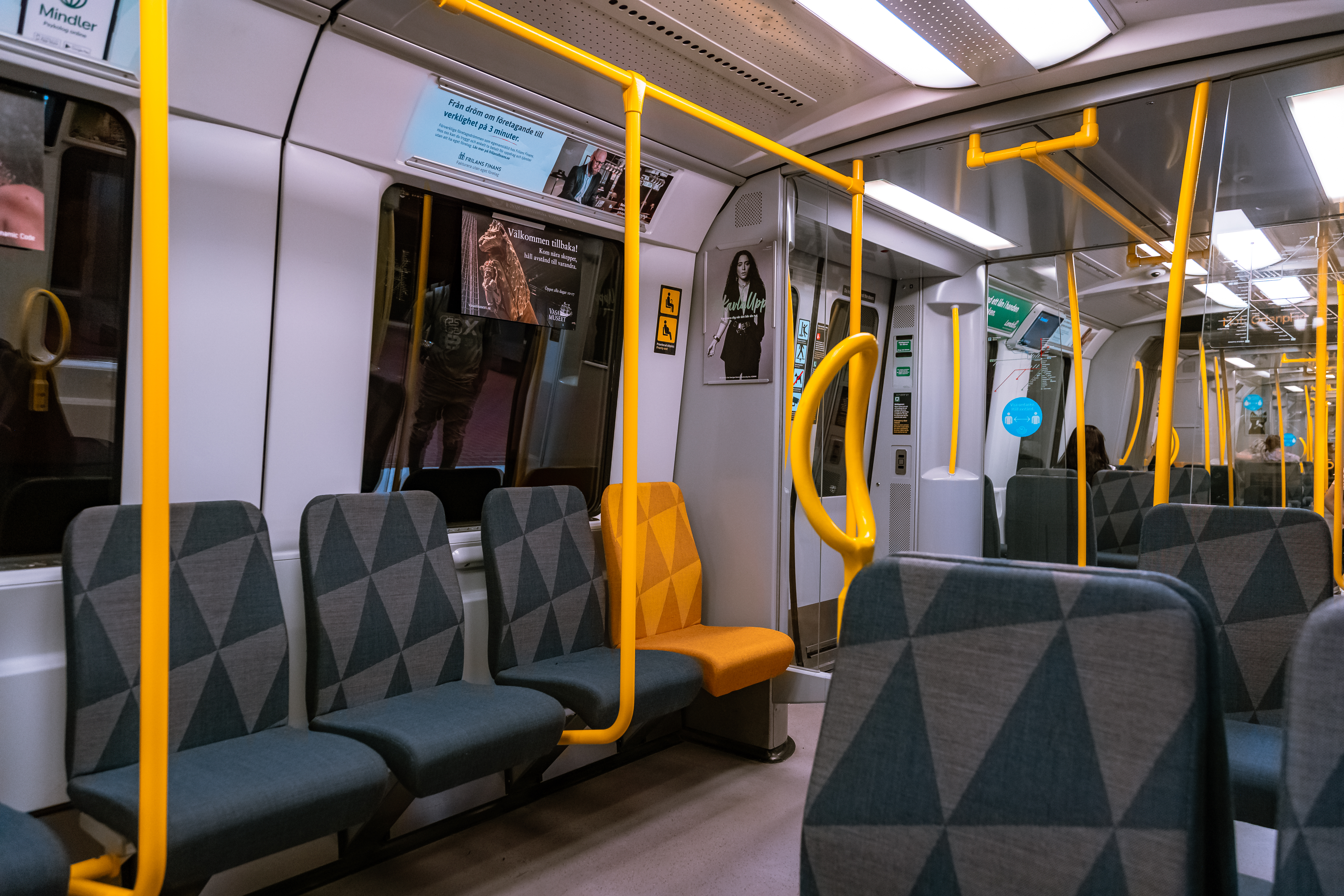

## C20F
Det finns en på flera punkter avvikande C20-vagn, med beteckningen C20F. Vagnkorgen är byggd med den nya tekniken FICAS.
Vagnkorgen har väggsidor tillverkade i kompositmaterial, en så kallad sandwichkonstruktion bestående av en kärna av cellplast täckt på bägge sidor med rostfri stålplåt. Detta gör att väggsidorna är tunnare jämfört med övrig vagnars väggar (cirka 25 mm istället för 100 mm). Därmed blev vagnen något rymligare invändigt (+15 cm) utan att den yttre profilen ändrats.
Vagnen har även klimatanläggning i både förarhytten och passagerarutrymmet, vilket innebär att luften till skillnad från övriga C20 vagnar inte bara kan värmas, utan även kylas, något som ökar komforten ombord. Utvändigt avviker C20F genom att den har släta vagnssidor istället för korrugerade, som övriga C20. Vagnen tilldelades individnummer 2000 med namnet Inkognito vid leveransen 2003. Den 22 maj 2012 döptes den dock om till Elvira då C20 2012 som tidigare hetat Elvira döptes om till Estelle med anledning av Prinsessan Estelles dop.
C20F trafikerar i huvudsak Gröna linjen i Stockholms tunnelbana, men har periodvis även trafikerat Röda och Blå linjen.

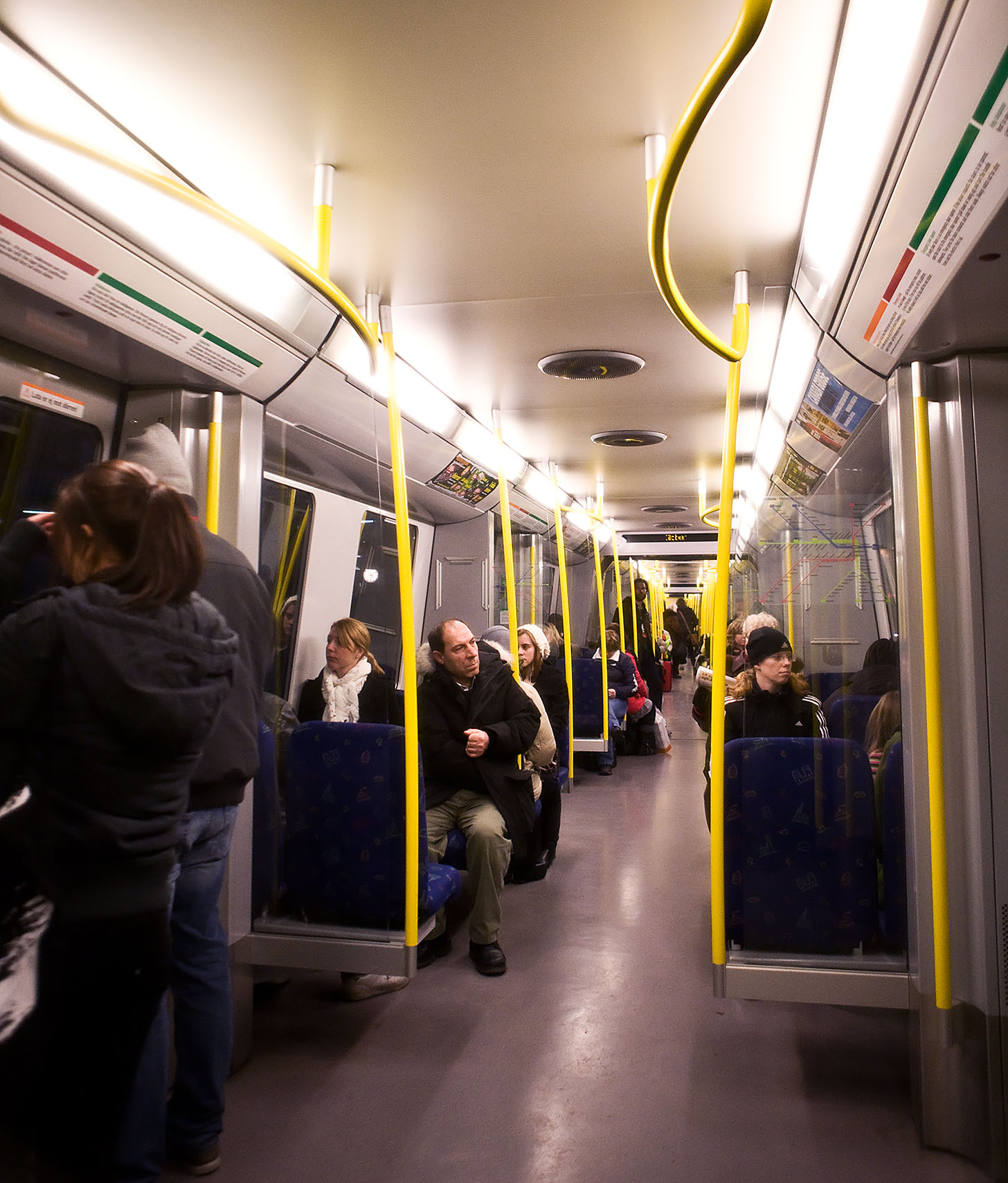
Interiören i C20F 2000
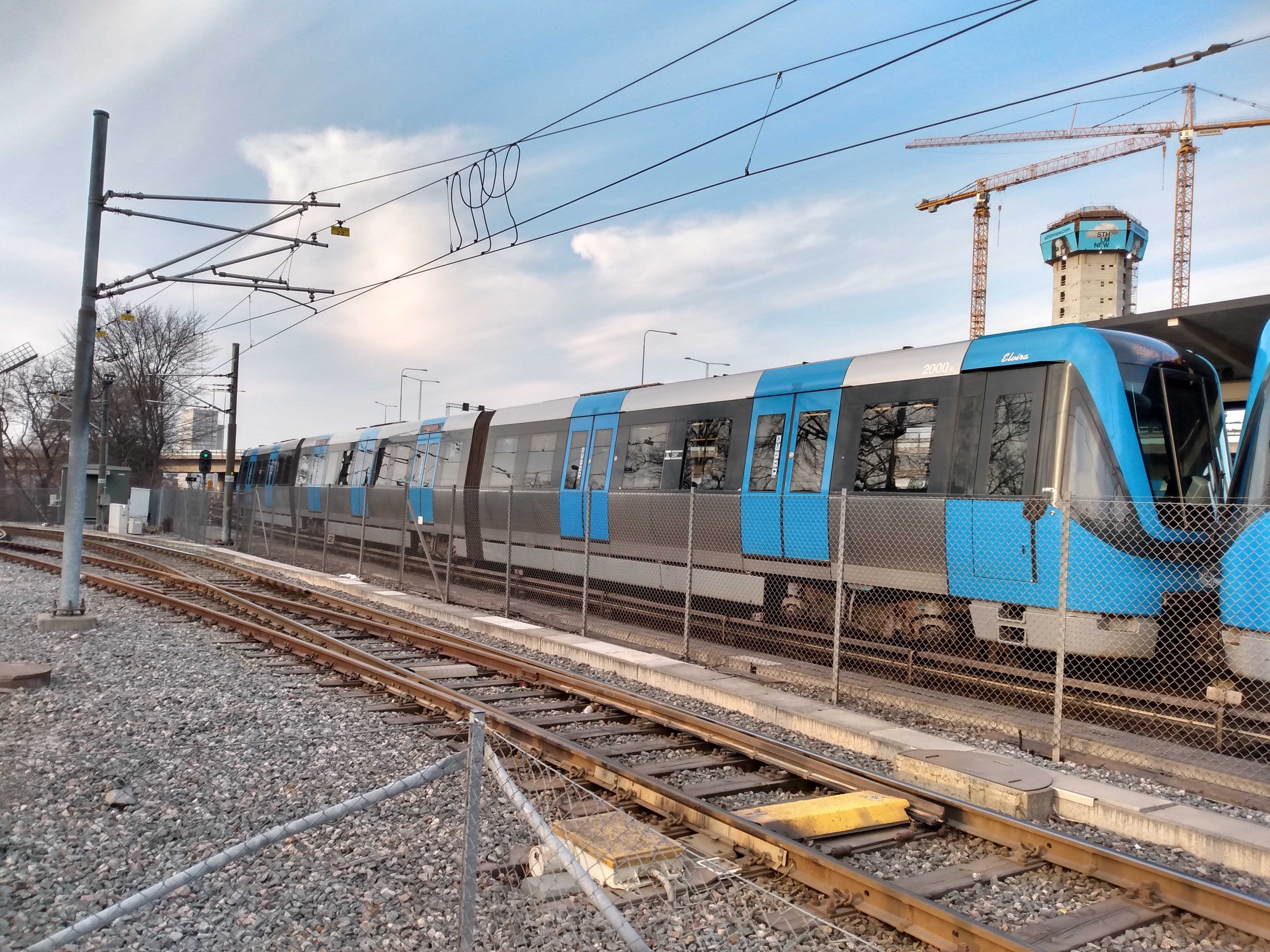
C20F 2000 på stationen Gullmarsplan
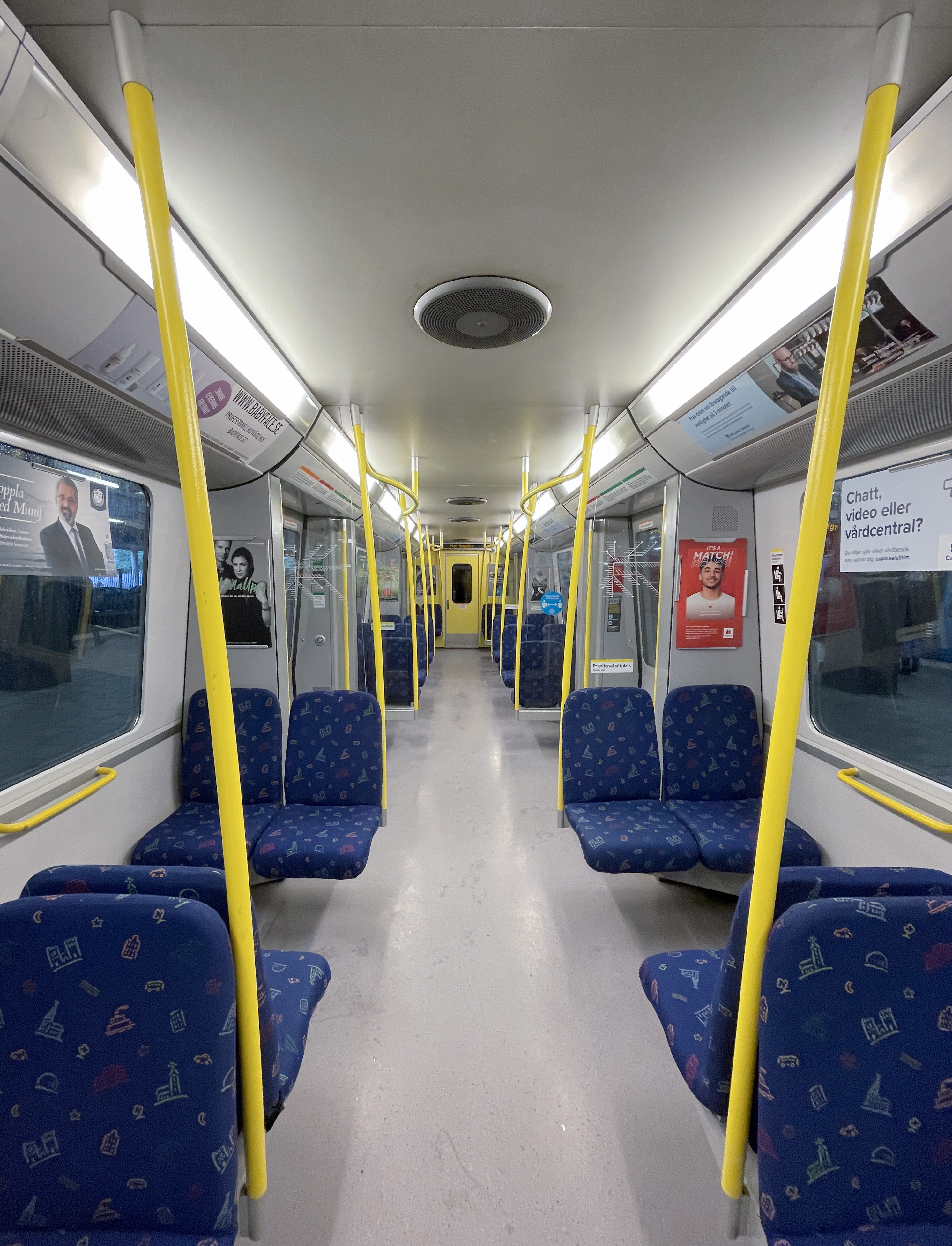
Interiören i C20F
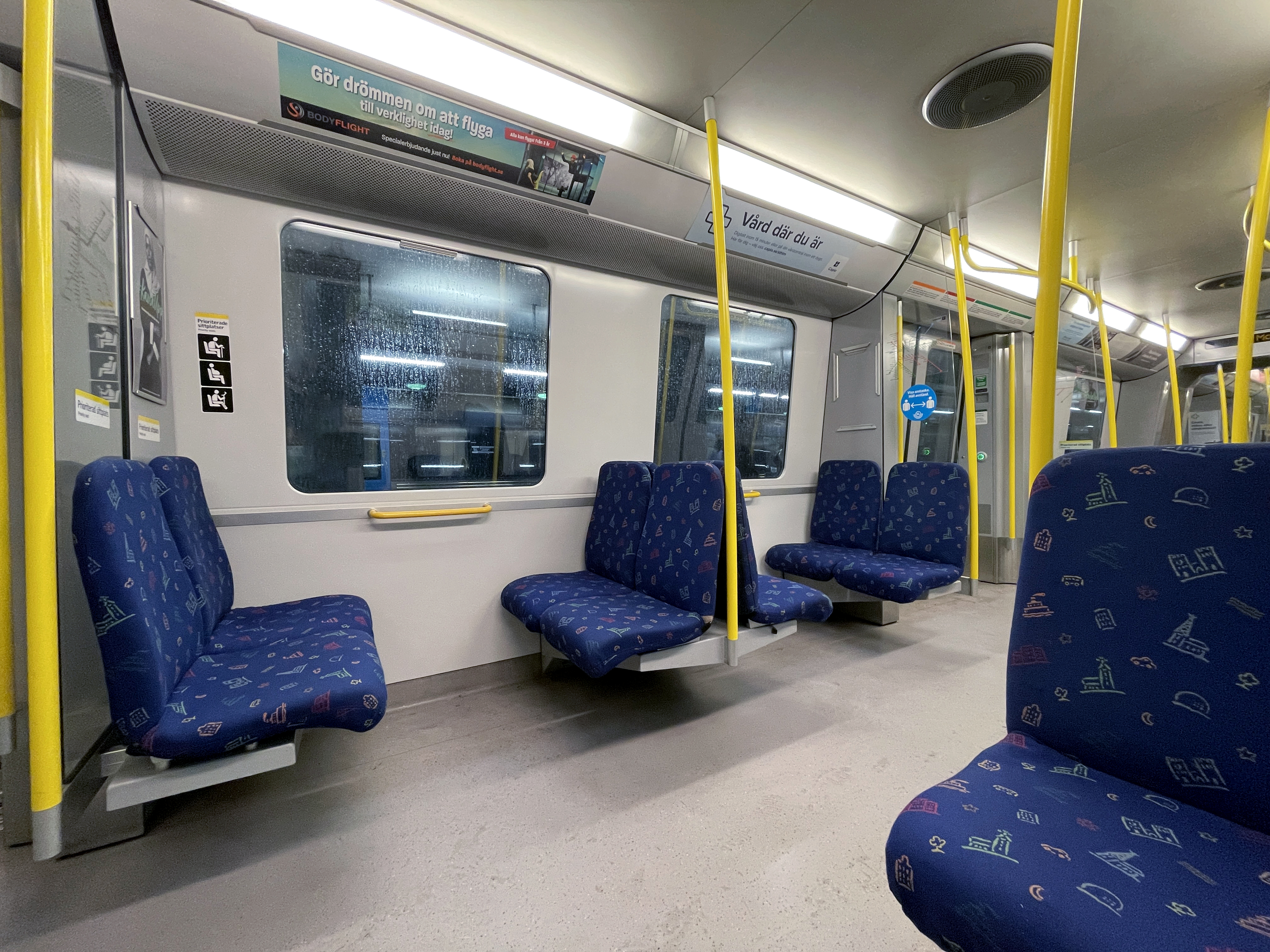
Interiören i C20F
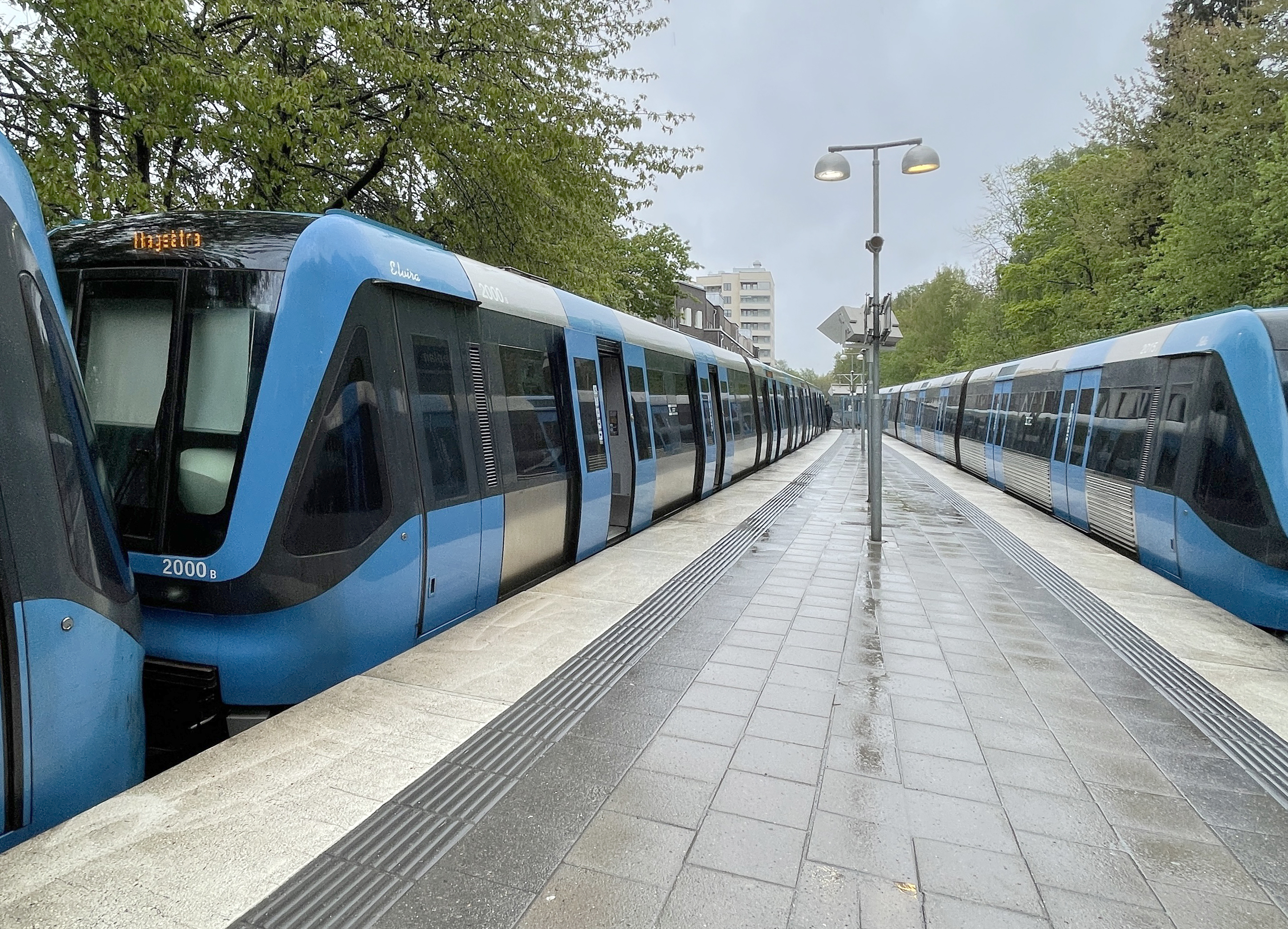
C20F tillsammans med C20
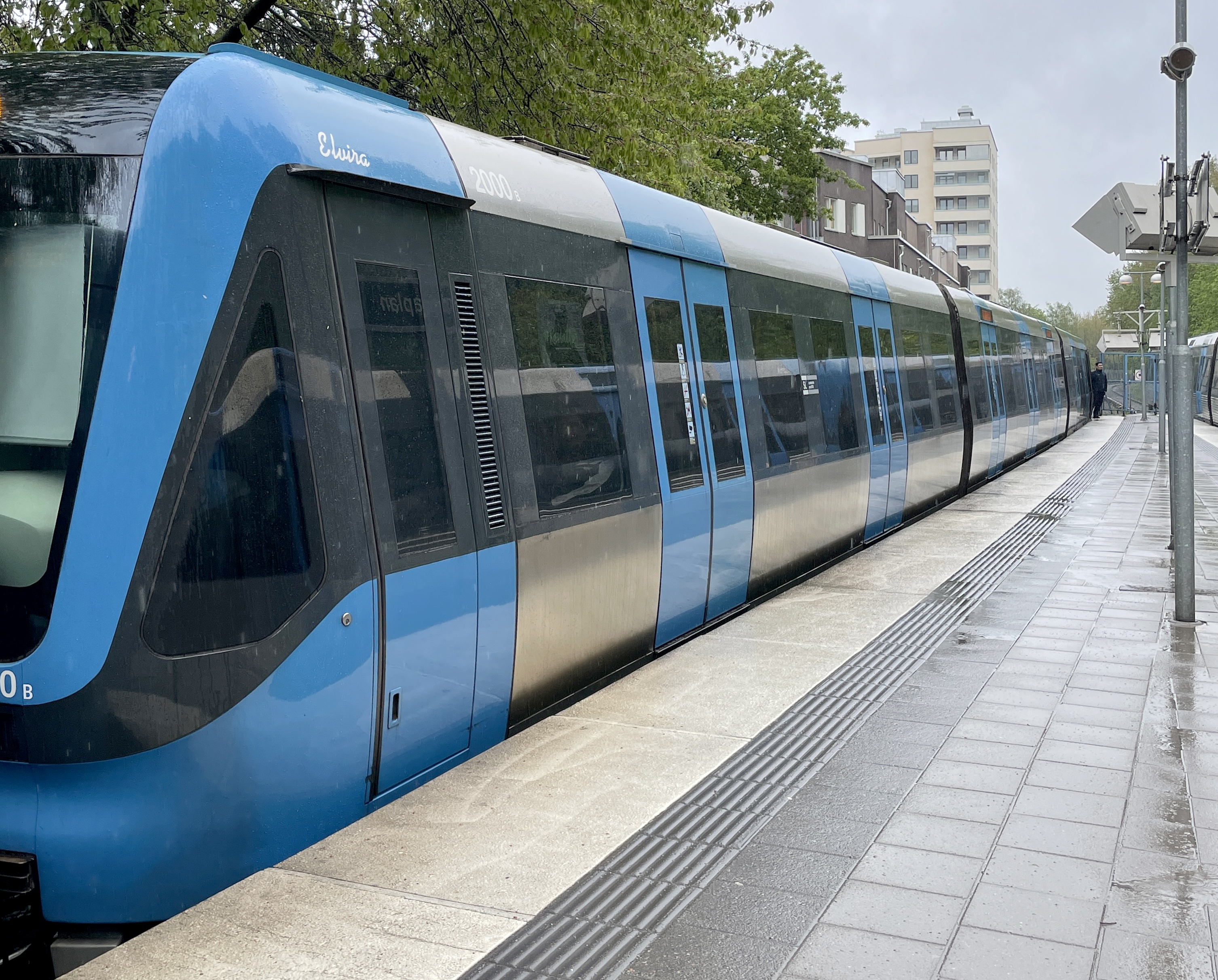
C20F 2000 på stationen Brommaplan som ligger på Gröna Linjen

## Sprickor i vagnkorgen
2012 upptäcktes sprickor i leden intill koppel. 2013 blev detta åter aktuellt men skyddsombudet vidtog inget skyddsstopp (6:6a) eftersom det direkt skulle hävas av operatörsföretaget.